# Andrei Ivanovich Stakenschneider

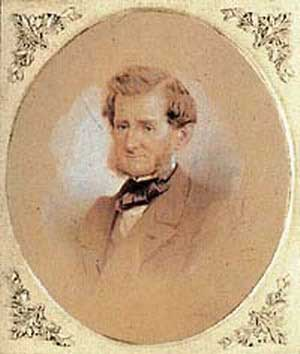
Andréi Stackenschneider

Andrei Ivanovich Stakenschneider (em russo:  Андрей Иванович Штакеншнейдер) (6 de março [gregoriano], 1802 - 20 de agosto [gregoriano], 1865), também escrito Stackenschneider e Stuckenschneider, foi um arquiteto russo. Sua abordagem eclética e competência em estilos de época se manifestam em dez palácios construídos de acordo com seu projeto em São Petersburgo. Ele é frequentemente creditado por transformar a arquitetura russa do neoclassicismo para o romantismo.

## Vida
Nascido em uma família próspera, Stakenschneider treinou na Academia Imperial de Artes, ajudando Auguste de Montferrand a supervisionar a construção da Catedral de Santo Isaac. Ele era um revivalista, encontrando sua inspiração nos estilos grego, renascentista, barroco e gótico. Seu primeiro trabalho independente foi um castelo neogótico em Keila-Joa, residência do conde Alexander von Benckendorff perto de Tallinn.
No final da década de 1830, Stakenschneider emergiu como o principal arquiteto da corte de Nicolau I da Rússia. Para este monarca e seus filhos, ele projetou o Palácio Mariinsky (1839–44), o Palácio Nicholas (1853–61), o Novo Palácio Michael (1857–61), bem como o Palácio Beloselsky-Belozersky (1846–48) para a princesa Kochubey. Em Peterhof, ele foi responsável pelo Farm Palace (1838–55), o Belvedere Palace (1853–56) e vários pavilhões de jardim.
Stakenschneider remodelou alguns cômodos do Palácio de Inverno e aplicou os idiomas do renascimento grego ao palácio imperial em Oreanda, Crimeia (1842–52, incendiado em 1882).

## Galeria

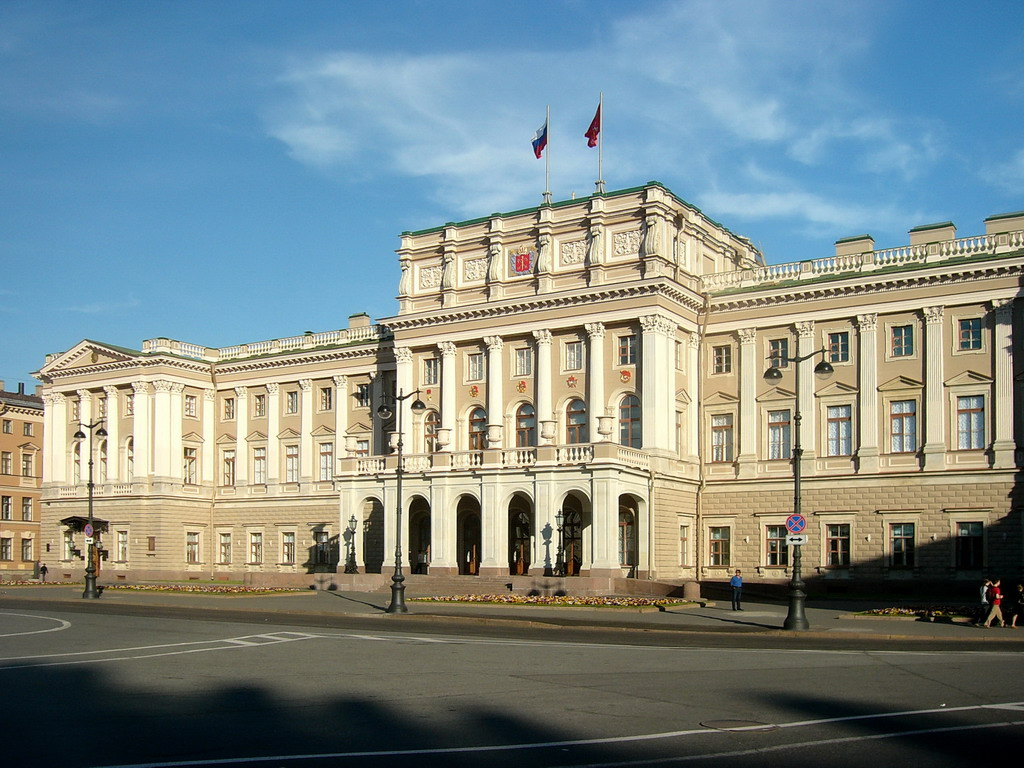
Palácio Mariinsky em São Petersburgo
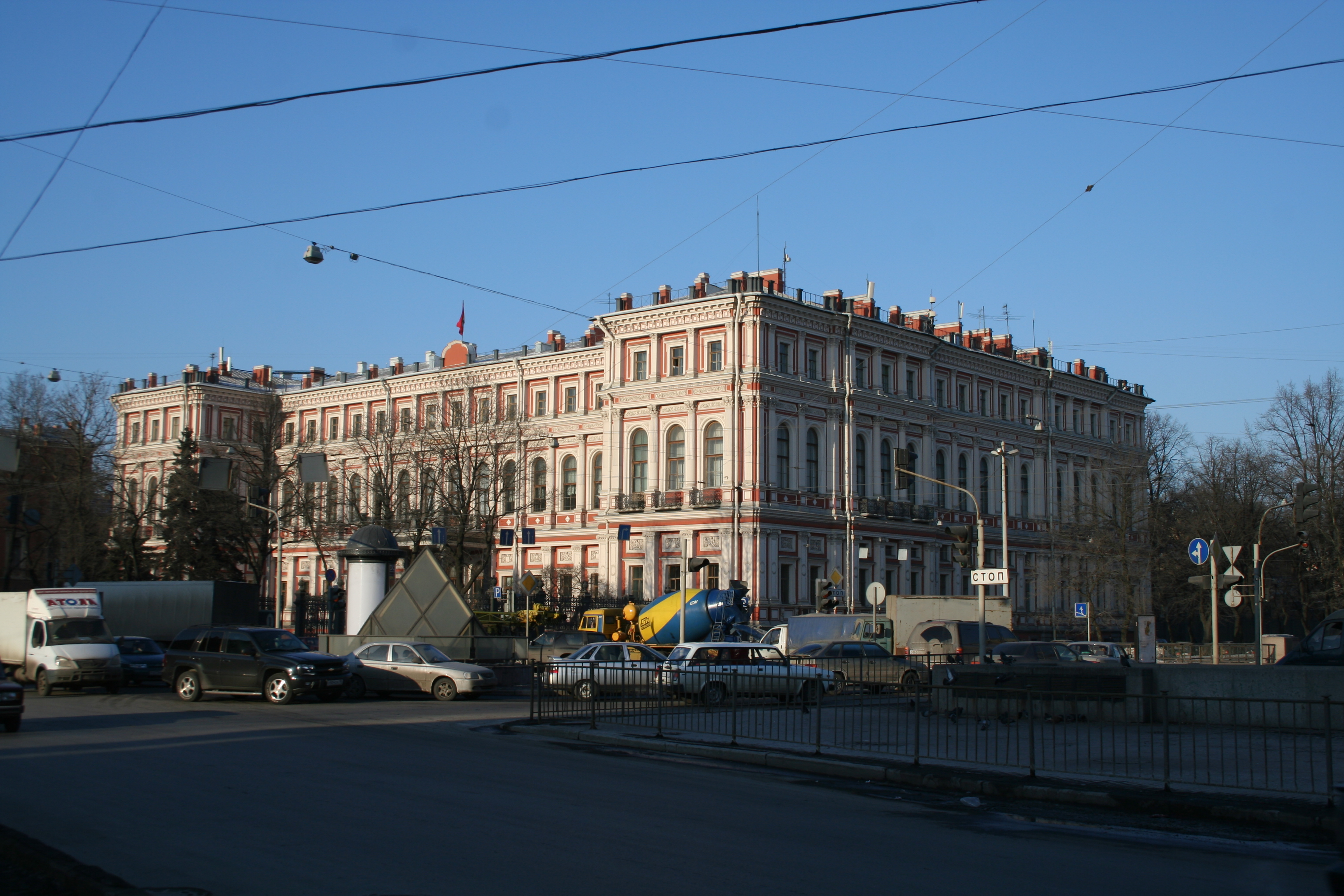
Palácio de São Nicolau em São Petersburgo
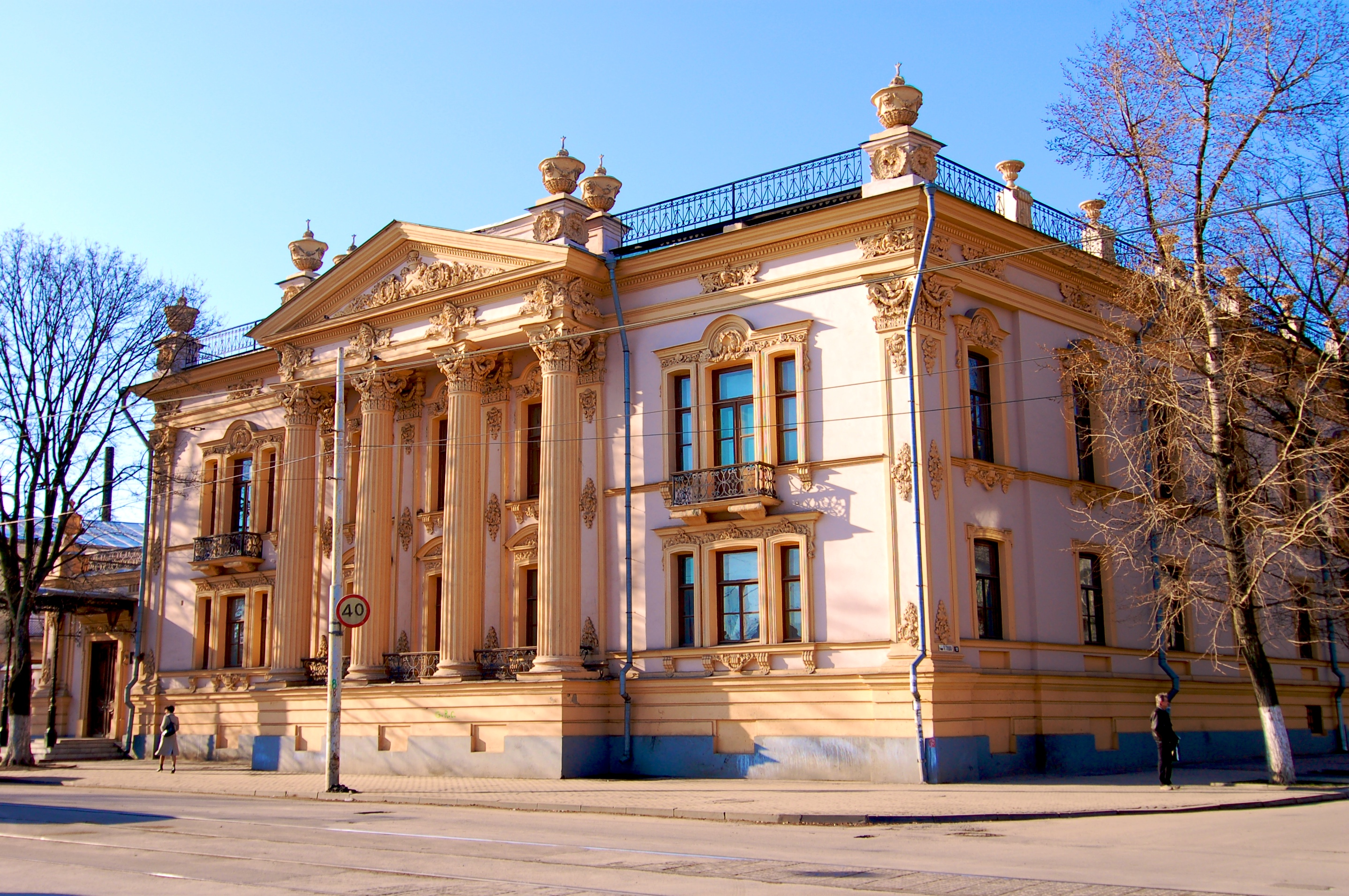
Palácio Alferaki em Taganrog
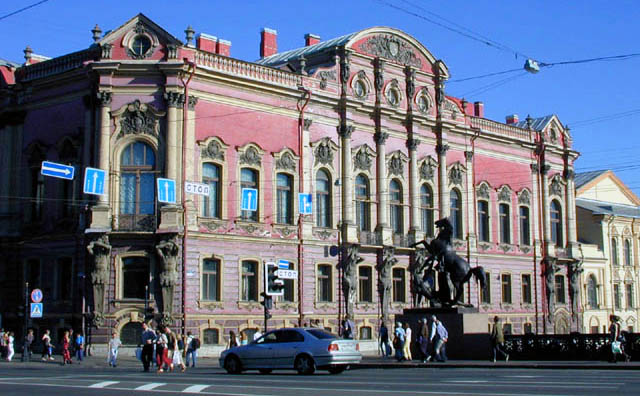
Palácio Beloselsky-Belozersky em São Petersburgo
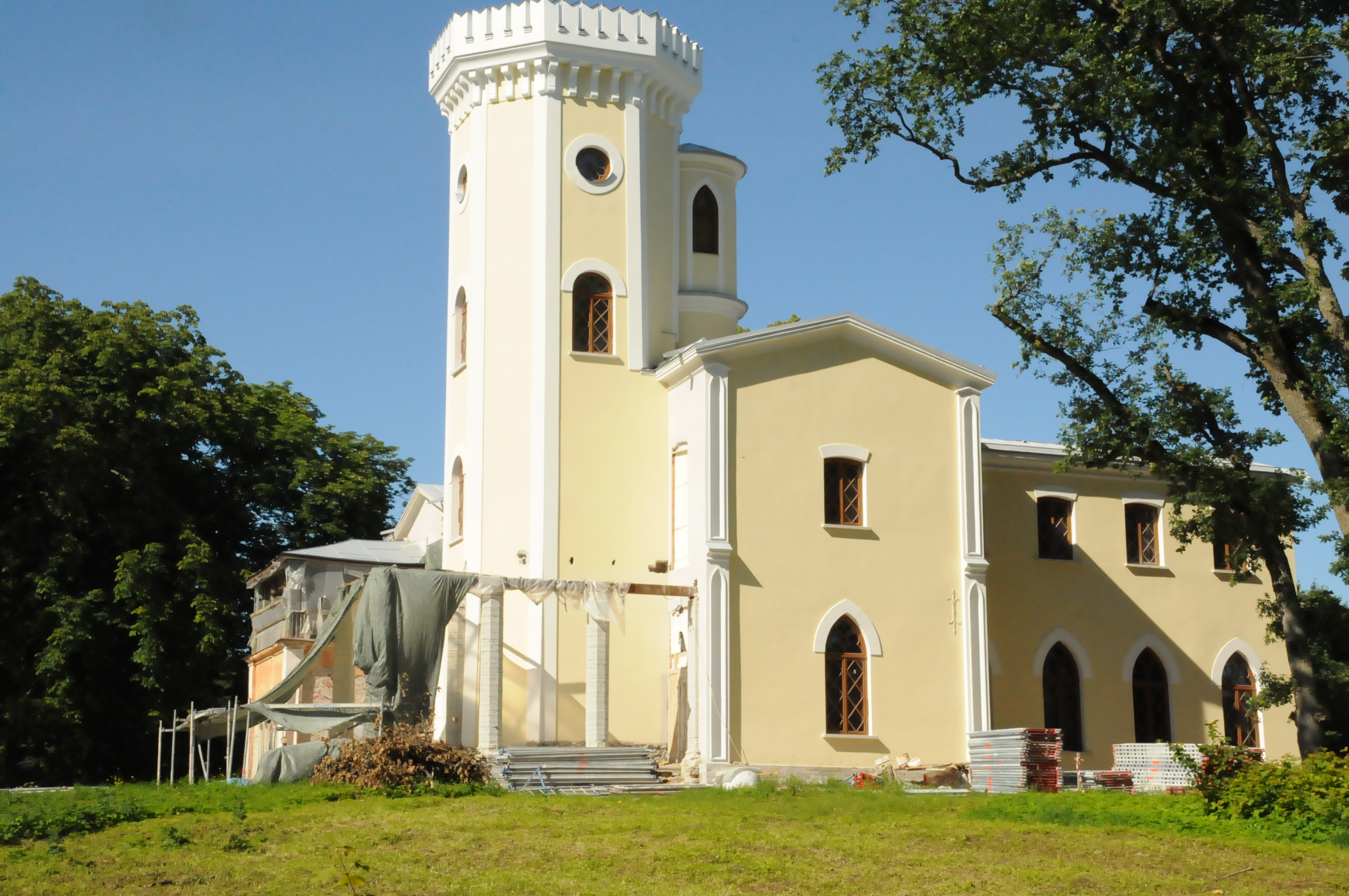
Keila-Joa mansão na Estônia, primeiro trabalho independente de Stackenschneider
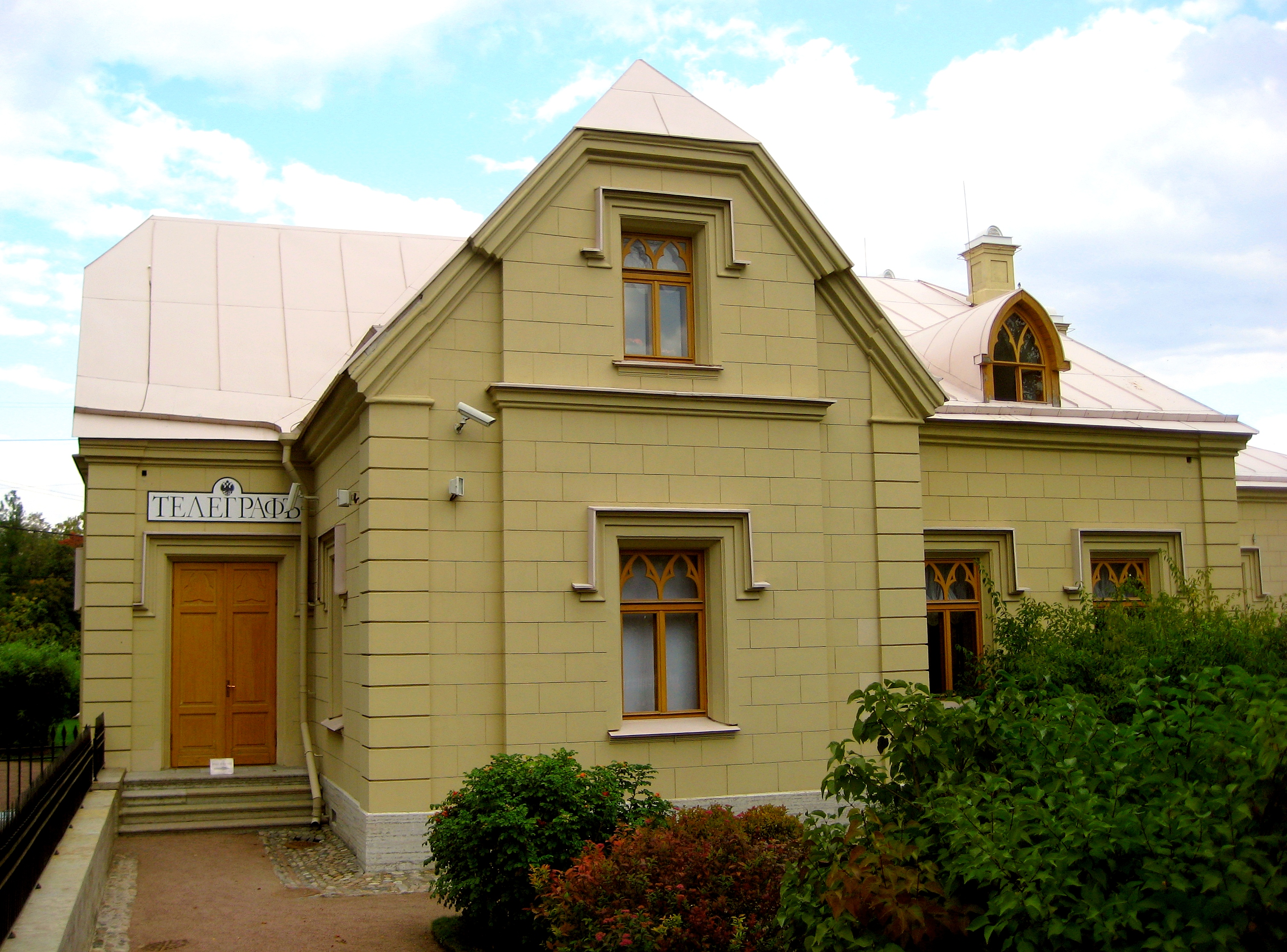
Estação Telegráfica do Palácio, localizada em Alexandria Park, Peterhof